# Mölle van Bats
De Mölle van Bats is een korenmolen aan de IJsseldijk in Veessen in de Nederlandse provincie Gelderland. De nieuwe naam van de molen is vernoemd naar de laatste beroepsmolenaar op de molen: Bats (Lubbertus) Langevoord.
In 1777 werd toestemming verleend voor het bouwen van een molen in Veessen. In 1779 werd de molen gebouwd. In 1888 verrees naast de molen een stoommaalderij, "De Stoom". Later kwam hierin een gasmotor te staan en in 2005 een dieselmotor. Na 1945 kwam deze maalderij stil te staan. Op 6 mei 1996 werd de toenmalige molenaar Jan Langevoord op 91-jarige leeftijd vermoord. In 2005 was de maalderij met een uit 1939 stammende, 35 pk, Zweedse dieselmotor van A.B. Nilssén & Westbergs Maskinaffär in Karlstad weer maalvaardig.  "De Stoom" kreeg toen de naam "de Stoom van Jan". De molen zelf onderging restauraties in 1962, 1971 en 1991/1992.
De roeden van de molen zijn 20,50 meter lang en in 1973 gelast door de firma Brunia in Exmorra. De wieken hebben een oudhollands hekwerk met zeilen. De inrichting bestaat uit twee koppels maalstenen. Een met 17der (150 cm doorsnede) blauwe stenen en een met 17der kunststenen.
Het kruiwerk is een neutenkruiwerk en wordt bediend met een kruiwiel. Tussen de staalkabel zitten twee katrollen, nodig bij molens die zwaar kruien, waardoor het kruien lichter gaat.
Het luiwerk is een kammenluiwerk.
De gietijzeren bovenas is 4,35 m lang.
De molen wordt gevangen (stilgezet) met een Vlaamse blokvang, die bediend wordt met een 

## Overbrengingen
- De overbrengingsverhouding is 1 : 5,97.
- Het bovenwiel heeft 43 kammen en de bonkelaar heeft 24 kammen. De koningsspil draait hierdoor 1,79 keer sneller dan de bovenas. De steek, de afstand tussen de kammen, is 12 cm.
- Het spoorwiel heeft 70 kammen en het steenrondsel 21 staven. Het steenrondsel draait hierdoor 3,33 keer sneller dan de koningsspil en 5,97 keer sneller dan de bovenas. De steek is 8,3 cm.

Twee vrijwillig molenaars stellen de molen wekelijks in bedrijf.

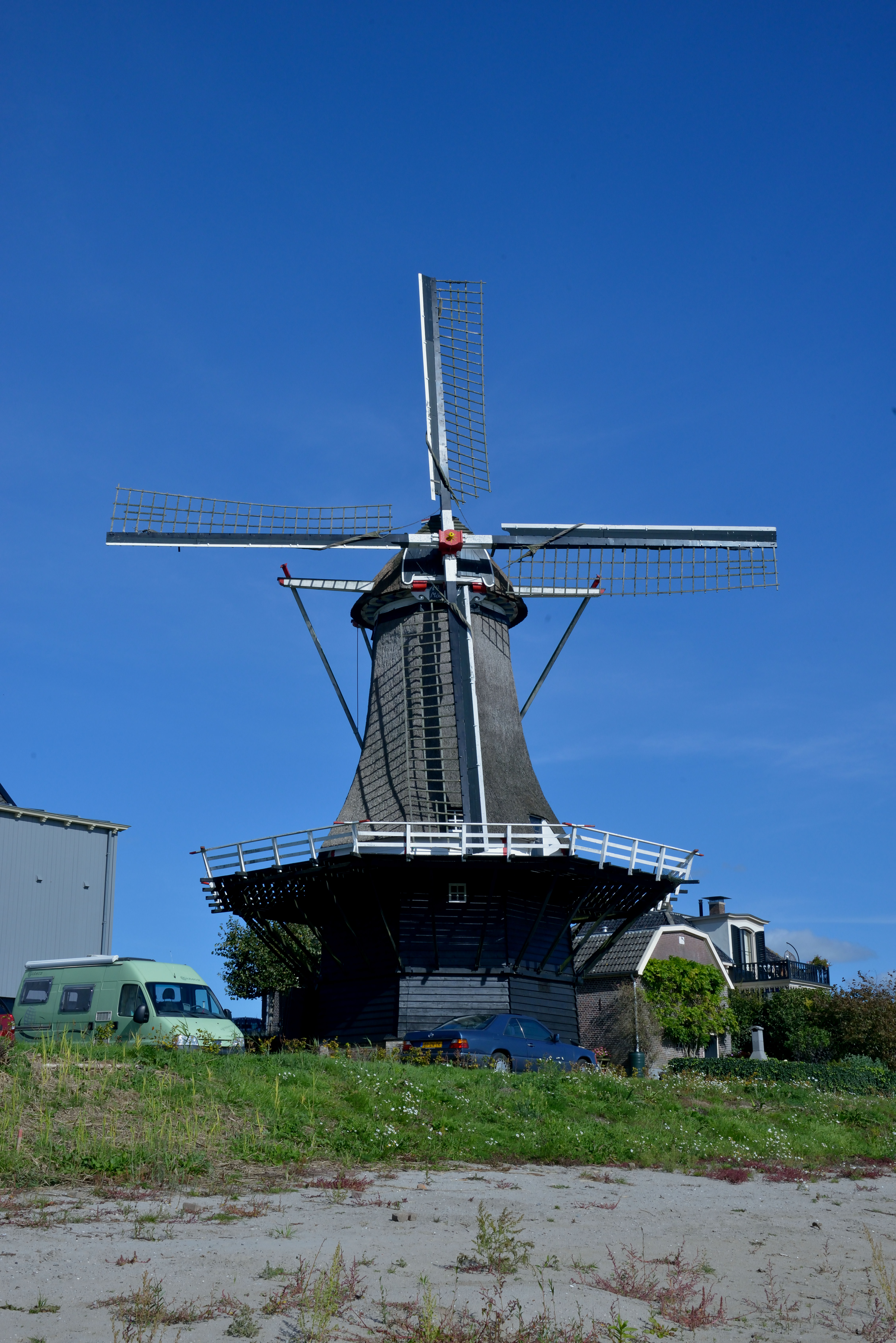
Gevlucht
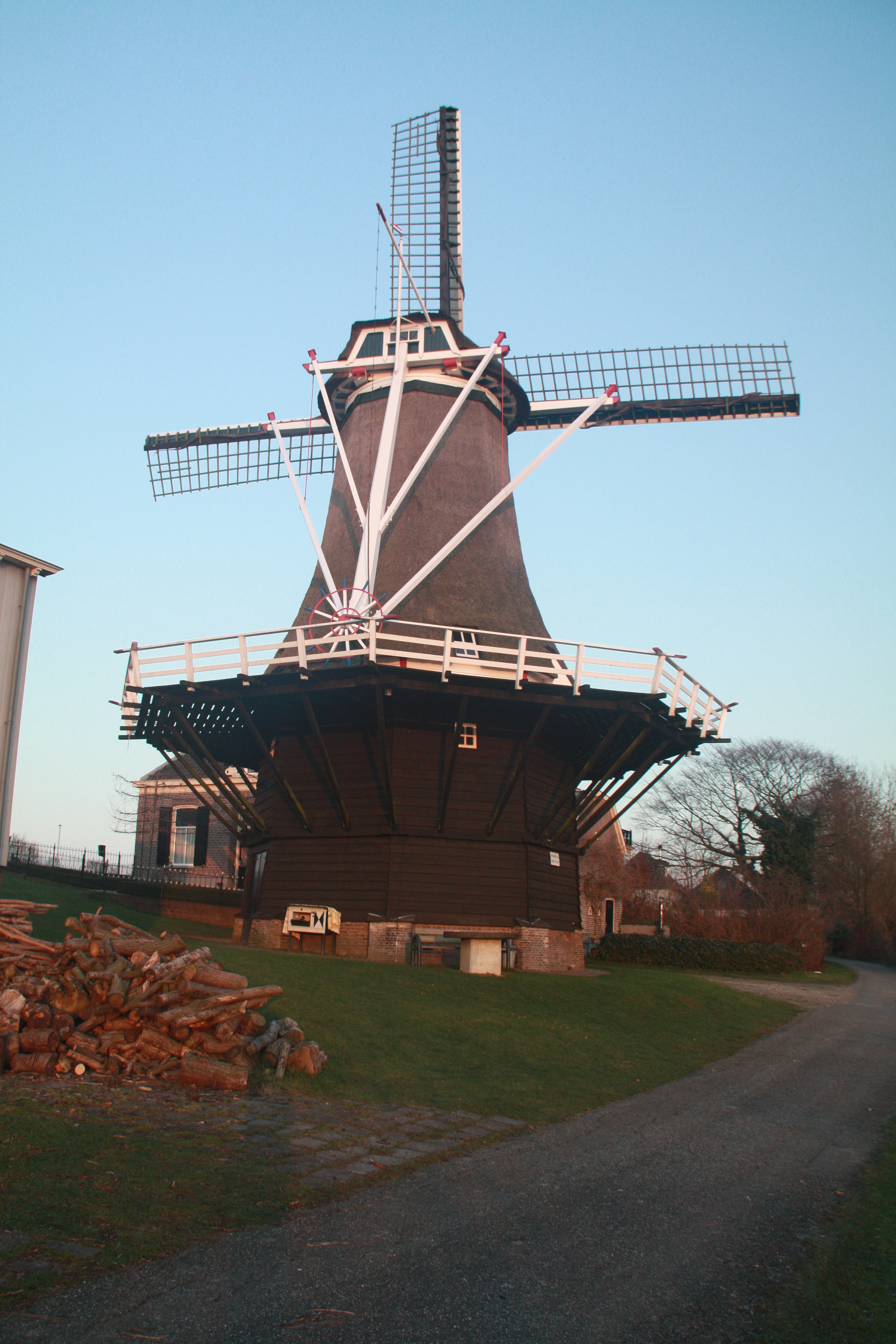
Staart
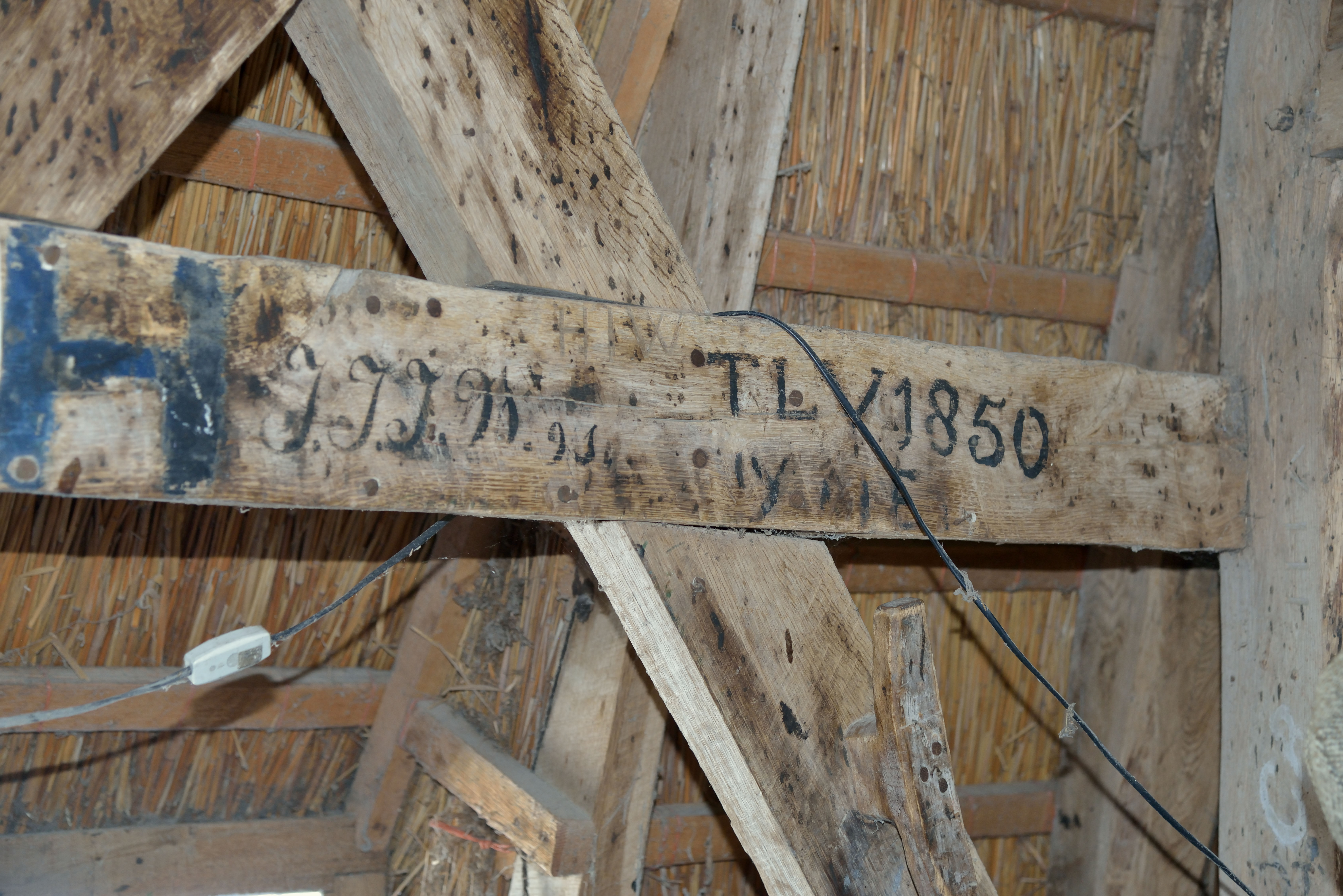
Opschrift: TLV 1850 (TLV: ... Langevoort pachter)
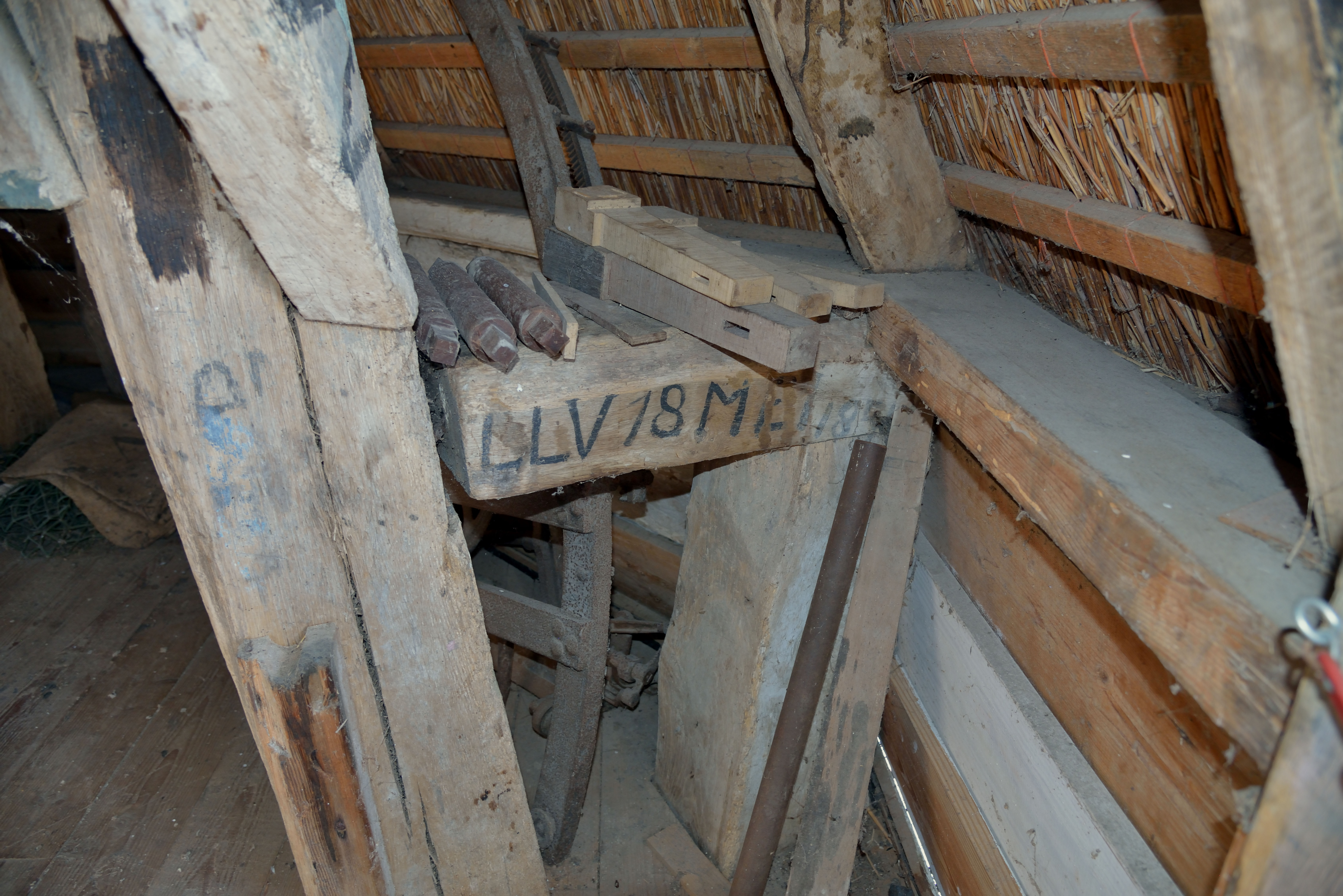
Opschrift: LLV 18 mei 185. (LLV:Lubertus Langevoort pachter)
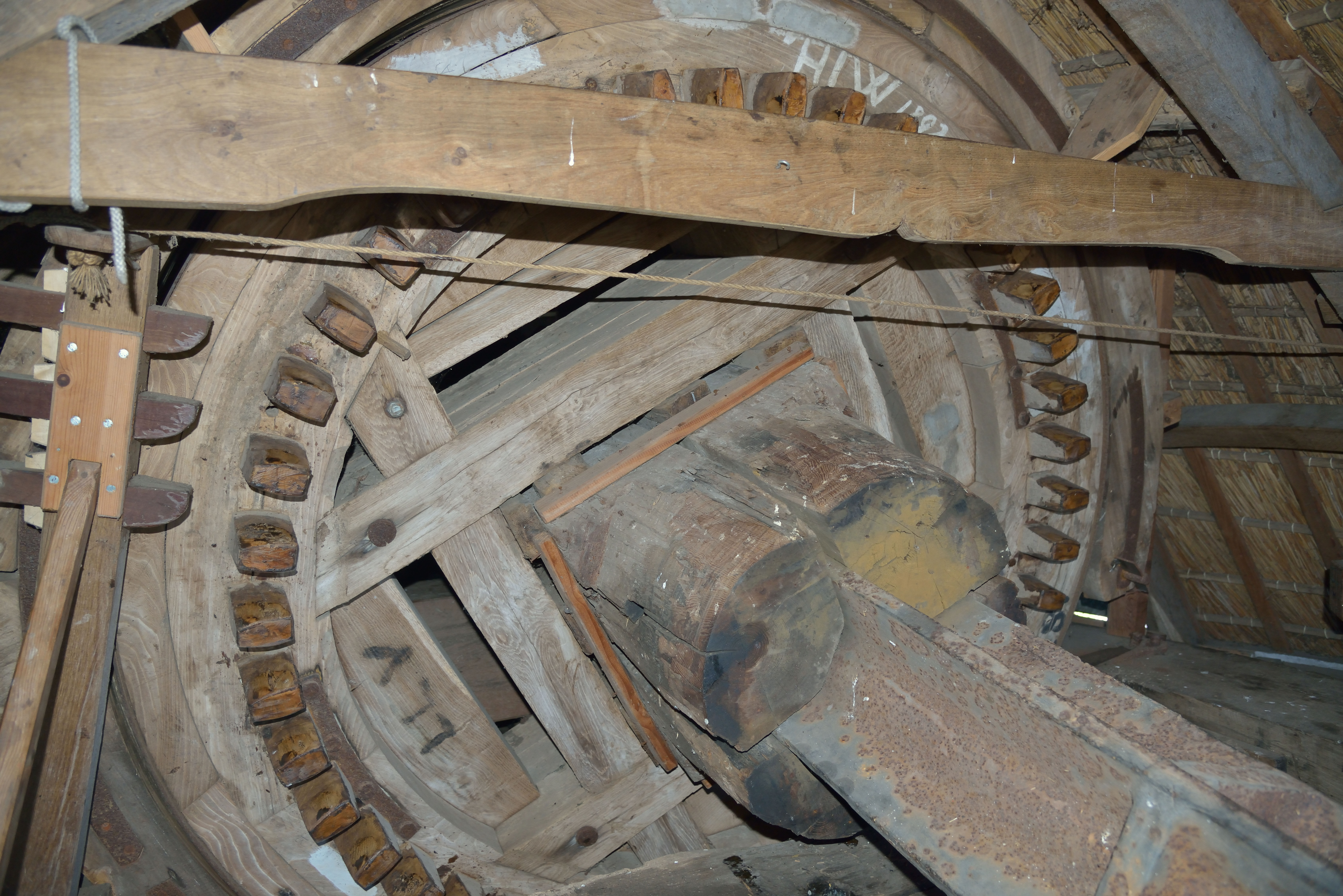
Bovenwiel
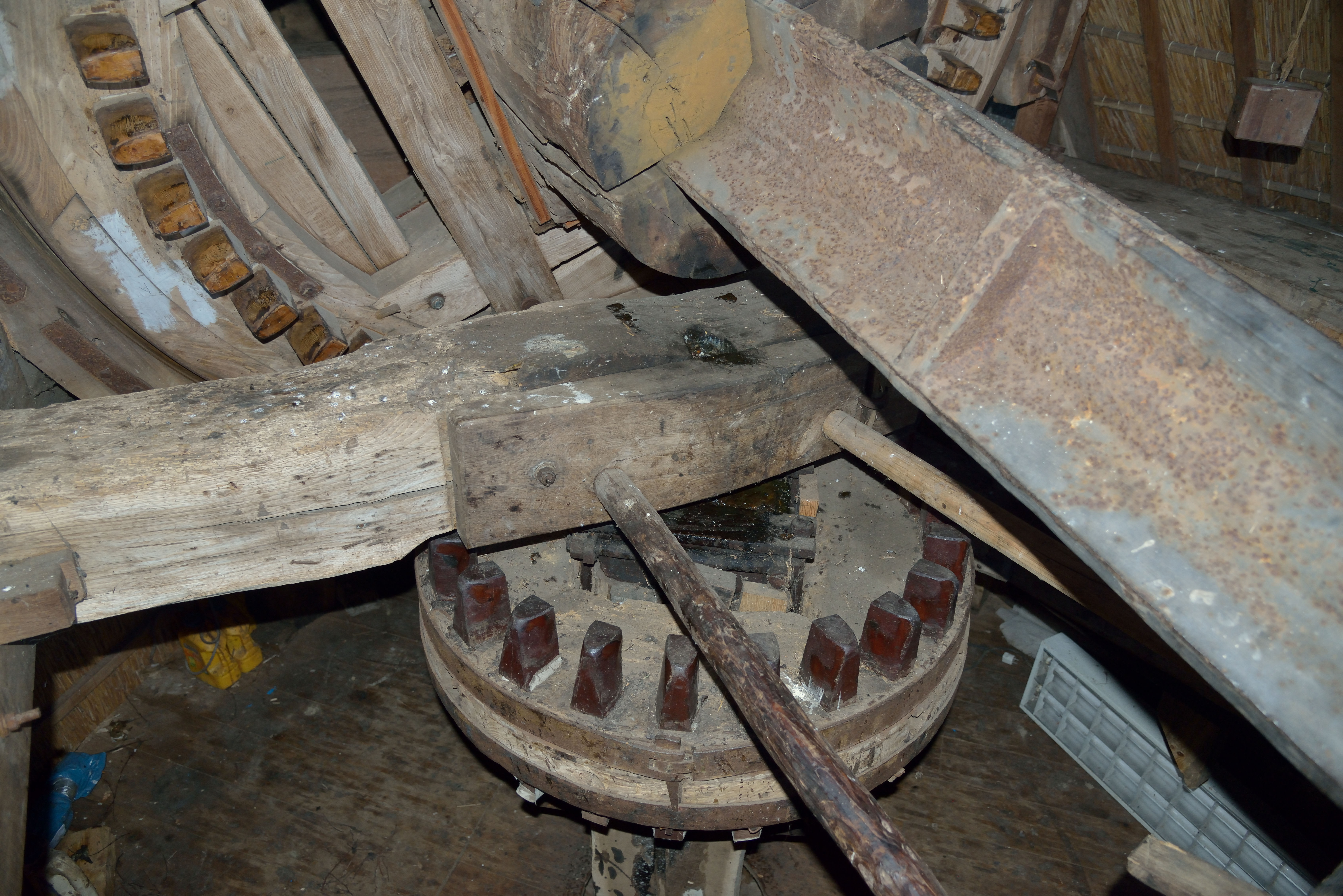
Bovenwiel met bonkelaar
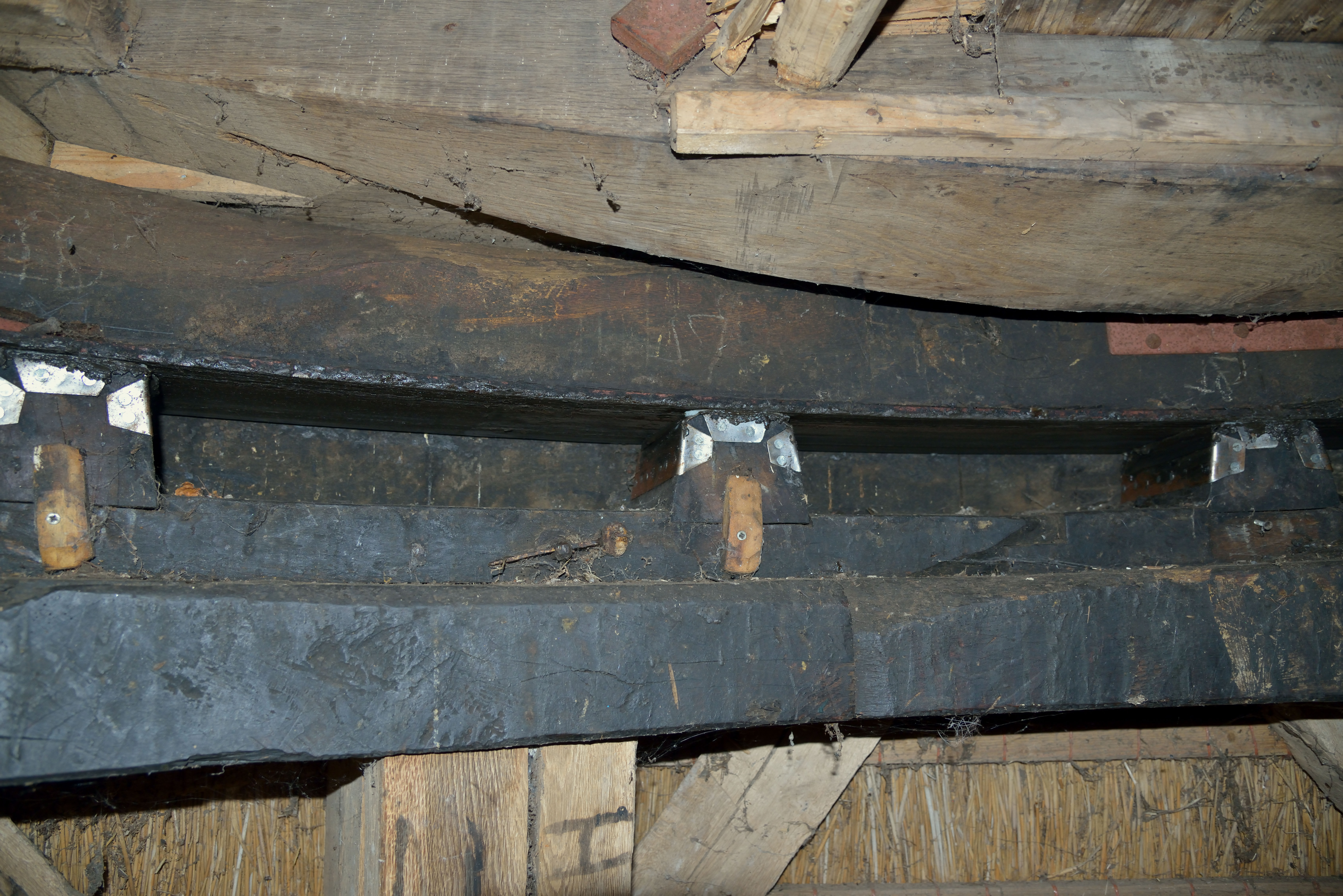
Kruineuten
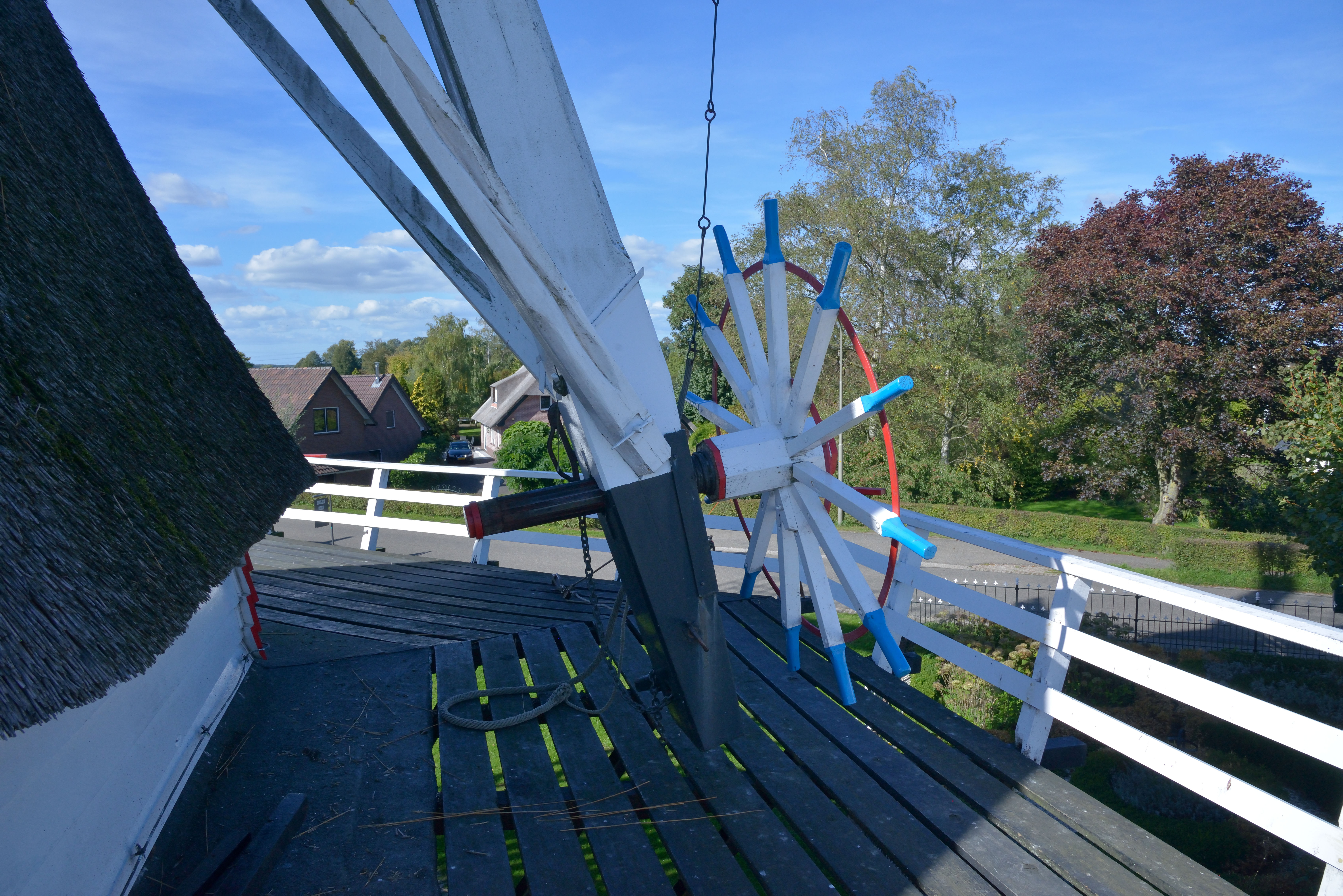
Kruiwiel
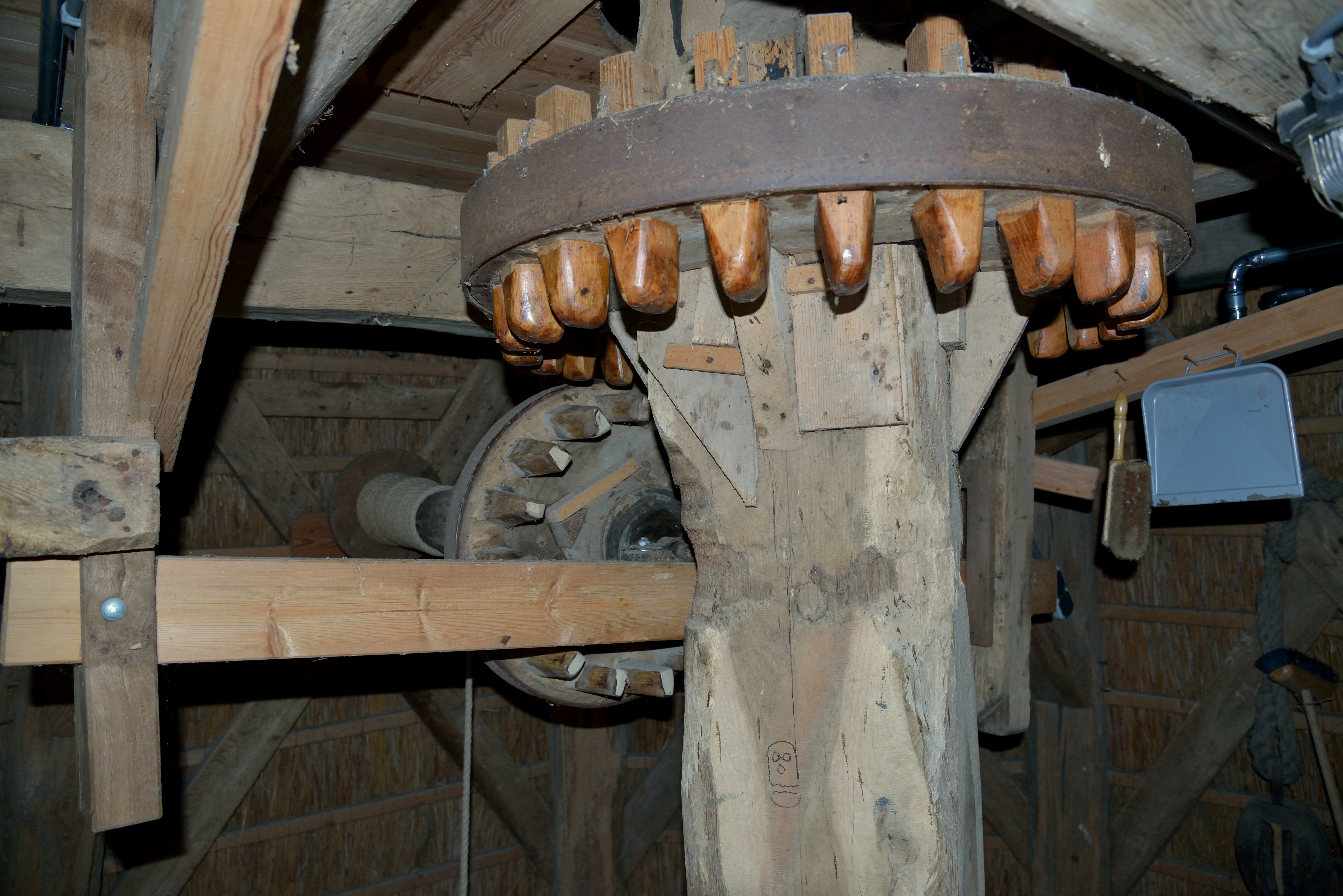
Kammenluiwerk
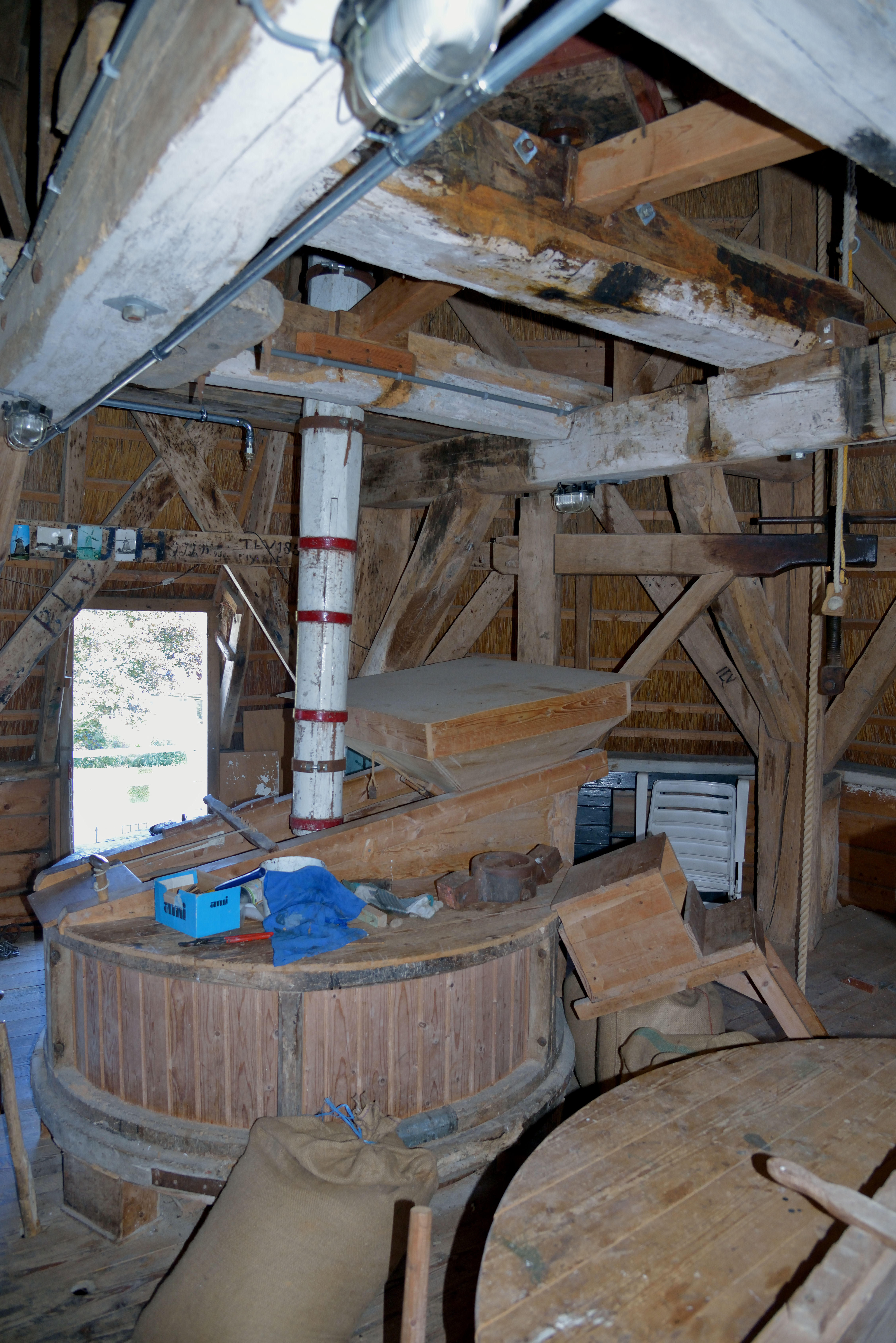
Maalkoppels
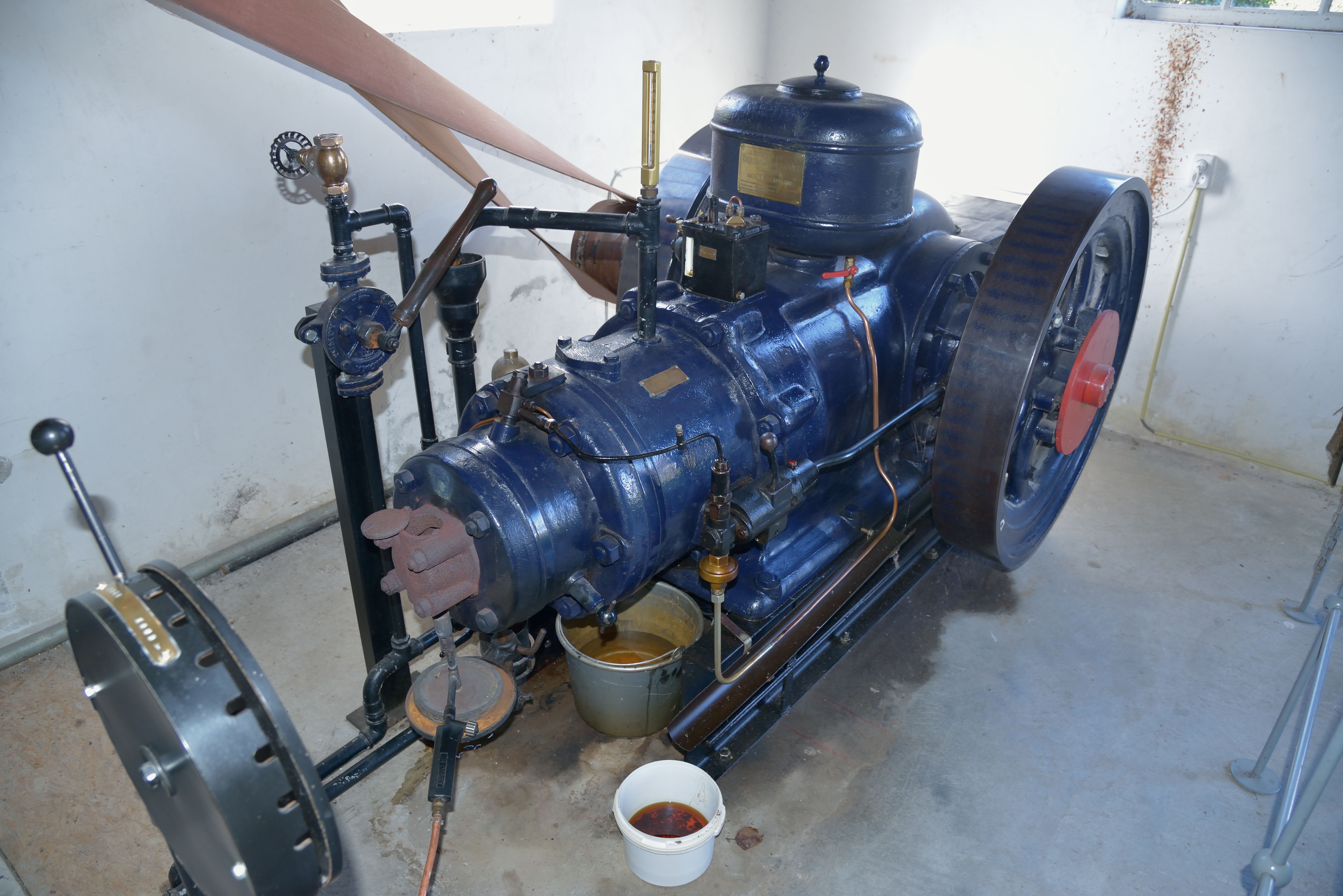
Dieselmotor A.B. Nilssén & Westbergs Maskinaffär Karlstad
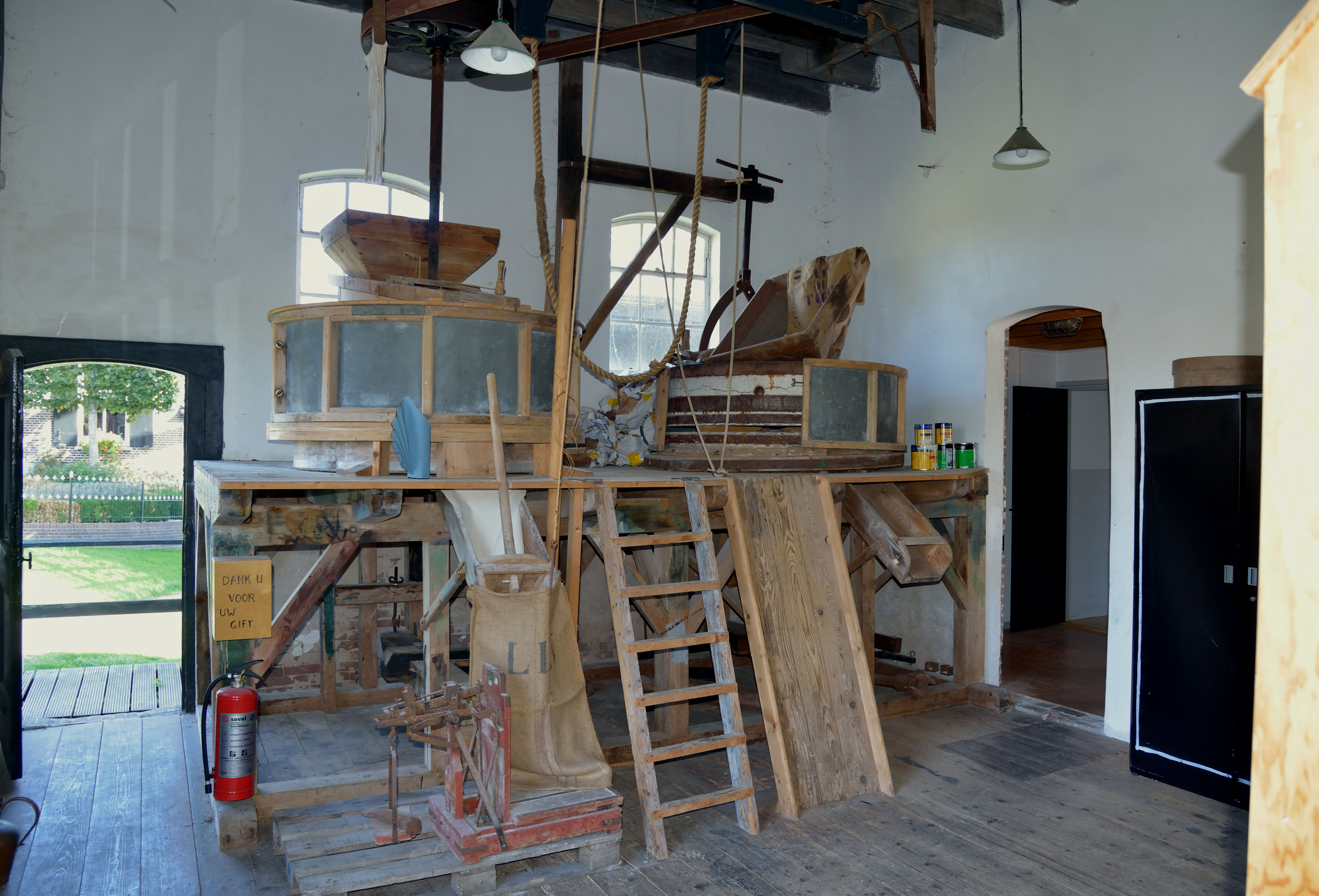
De Stoom van Jan maalstoelen
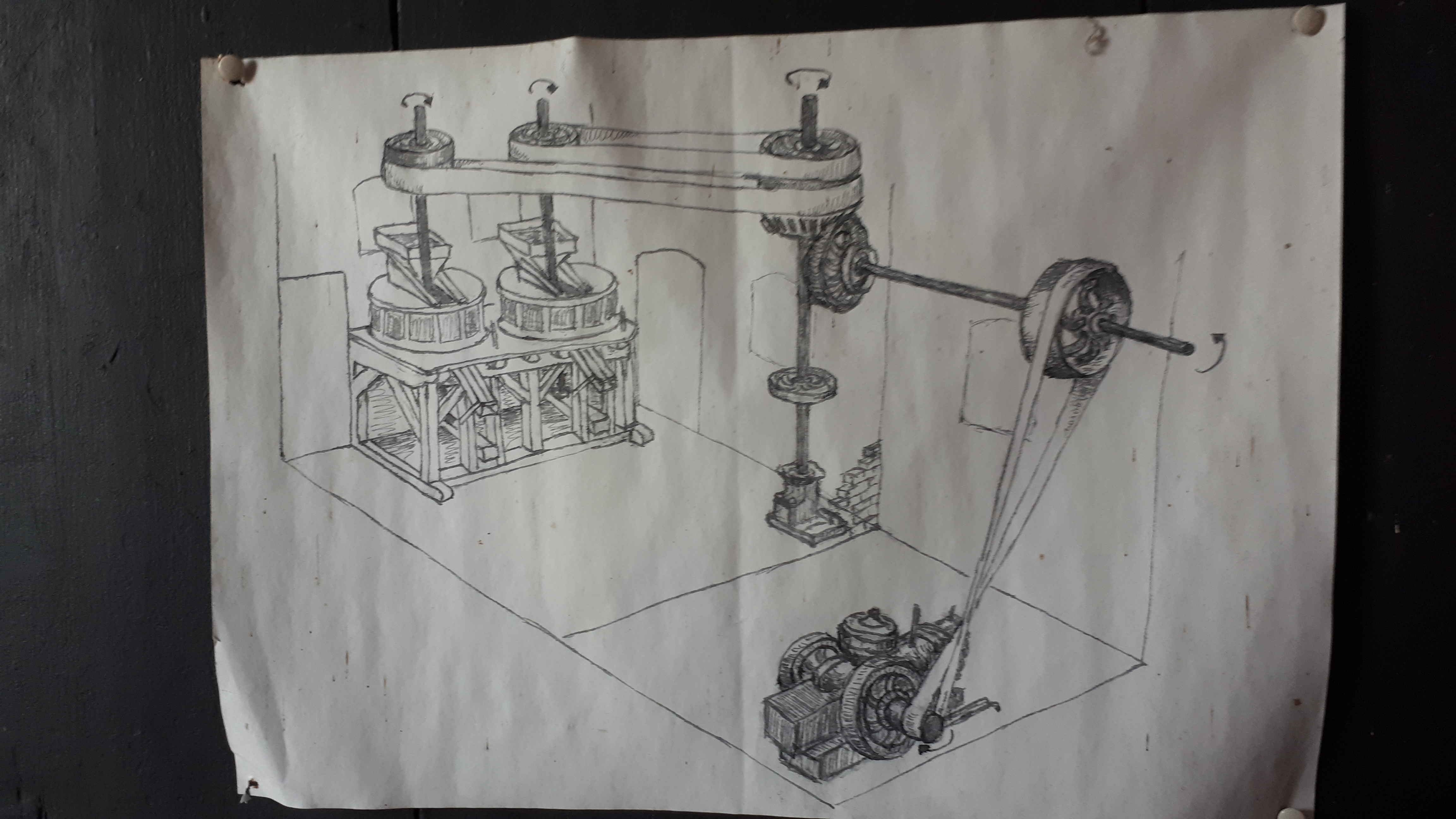
Schets Stoom van Jan
- Draaiende Stoom van Jan